# Мучеництво святої цариці Шушанік

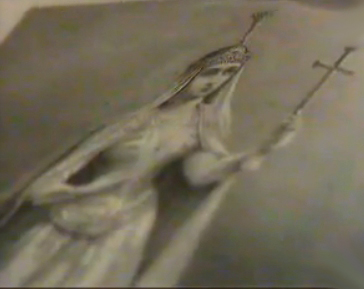
Зображення святої цариці Шушанік, засноване на давньогрузинських фресках. Сабінін, 1882 рік.

«Мучеництво святої цариці Шушанік» (груз. წამებაჲ წმიდისა შუშანიკისი დედოფლისაჲ, Цамебай цмідіса шушанікісі дедоплісай) — найдавніша, що дійшла до нас, пам'ятка оригінальної грузинської літератури. Часом створення вважається період між 476 і 483 роком; найраніший рукопис належить до X століття.
Автор твору — Яків Цуртавелі, сучасник і учасник описаних подій. Приблизно до того ж часу належить скорочена вірменська редакція тексту.
У творі, що належить до житійної літератури, описано страждання і смерть вірменської принцеси Шушанік, дочки полководця Вардана Маміконяна, від рук свого чоловіка Варскена, правителя Південного Картлі. Перейшовши заради союзу з Персією в зороастризм, він вимагав того ж від дружини і дітей; Шушанік, відмовившись зректися християнства, шість років зазнавала принижень, побоїв і ув'язнення, а на сьомий рік померла.
Яків Цуртавели стверджує, що був духівником цариці, наводить свої розмови з нею, що надає його твору величезної цінності як історичному джерелу; в ньому майже непомітний вплив традиційних житійних схем і шаблонів. Твір містять значні відомості про державний устрій, історію, релігію, побут стародавньої Грузії та Вірменії. Крім того, «Мучеництво» вважається блискучим зразком грузинської прози завдяки одночасно лаконічному і багатому метафорами стилю, сильно розвиненому художньому елементу (через це твір іноді називають «агіографічним романом»).
Вперше «Мучеництво» опубліковано 1882 року. Його перекладено російською, латинською, англійською, німецькою, французькою, іспанською та угорською мовами. 1979 року ЮНЕСКО відзначало 1500-річчя пам'ятки.